# Germain Détanger
Germain Détanger, né le 27 juillet 1846 à Lyon, mort dans la même ville le 25 janvier 1902, est un peintre français.

## Biographie
Germain Détanger est le second des trois fils de François Auguste Détanger (1817-1877), entrepreneur de plâtrerie à Lyon, et de Benoîte Dondin (1821-1902). Il est l'élève de Joseph Guichard à l’École des beaux-arts de Lyon où il s'inscrit le 16 octobre 1860. Il y suit la classe de portrait en 1861 et la classe de peinture en 1862.
Dès 1865, Détanger expose à Lyon des natures mortes, des figures, des tableaux religieux et de genre et quelques paysages (peintures, aquarelles, fusain), notamment Le Fauconnier 1882, étude de nu, ou Saint Jean-Baptiste 1887.
Son panneau décoratif Le Printemps lui vaut une deuxième médaille à l'Exposition des arts décoratifs. Premier Bal est exposé au Salon de 1892. En 1893, Germain Détanger envoie deux tableaux au Salon de Lyon : Fleurs de Printemps et Matinée à Verrières. Il envoie La Rosée au Salon de 1894. Ronde des Roses lui vaut une médaille de première classe de vermeil. En 1895, il expose La Prière, une jeune mariée agenouillée devant une Vierge à l'Enfant. En 1896, pour l'Exposition industrielle nationale et régionale de Montpellier, dans le cadre du Salon des beaux-arts, Germain Détanger expose un Paysage de sous-bois En 1897, Germain Détanger expose le portrait du sculpteur Paul-Émile Millefaut, son ami et collaborateur à l'hôtel du Nouvelliste de Lyon. Tandis que l'un sculptait la statue de Jeanne d'Arc qui en orne la façade, l'autre peignait le plafond du hall. En 1899, il expose une Nymphe et un Portrait d'enfant, et en  1901, le Portrait d'Antoine-Marie Chenavard (musée des beaux-arts de Lyon).
Il a décoré de nombreuses églises. En 1869, il peint les fresques sur fond doré autour du chœur de la chapelle du couvent de la ville de Tullins. Il est chargé de la restauration du chœur de l'église d'Yssingeaux en 1893. Il peint un chemin de croix pour l'église Saint-Joseph-de-Rivière, près de la Grande Chartreuse. En 1895, il décore un plafond à caissons de l'église Saint-Pierre de Saint-Chamond. En 1898, Germain Détanger décore l'église d'Anse et se charge de l'église de Saint-Étienne-des-Oullières, de Lalouvesc. Il décore le mur est à l'intérieur de la chapelle du château de Vaugirard à Champdieu de M. Charvet, propriétaire à Vaugirard, près de Montbrison.
En 1899, il termine la décoration de la chapelle des Sœurs de Saint-Martin-la-Plaine, puis les figures des panneaux du tombeau de la famille Osias au cimetière de Loyasse à Lyon, la décoration de la chapelle du petit séminaire de Saint Jean et les Saints Patrons du Dauphiné peints dans la petite chapelle de La Balme-les-Grottes.
Il réalise une maquette d'un décor pour les salons des Montgolfier, aux aciéries de la marine à Saint-Chamond. Puis il entreprend les travaux décoratifs de l'hôtel de préfecture du Rhône : la salle à manger du conseil général de l'époque et la chambre à coucher du président de la République, avec des motifs allégoriques et une frise à rinceaux. En 1873, le comte Joseph Ducros, préfet du Rhône, fait restaurer la salle de la bourse du palais Saint-Pierre (ancien monastère) et actuel musée des beaux-arts de Lyon sous la direction de l'architecte de la ville Abraham Hirsch. C'est Germain Détanger qui en exécutera les peintures.
Le 21 avril 1881 à Lyon, il épouse Marie-Louise Kemmel, née en 1851 à Bourg-en-Bresse. Il aura deux filles : Blanche, née en 1871, et Reine, née en 1874.
En 1896, il est promu officier de l'ordre des Palmes académiques.
Son atelier se situait au 4 de l'impasse Catelin à Lyon dans le deuxième arrondissement. Il meurt en 1902. Ses funérailles se déroulent le 27 janvier 1902 à la basilique Saint-Martin d'Ainay. Germain Détanger est enterré au cimetière de Loyasse à Lyon.

## Galerie

Œuvres de Germain Détanger
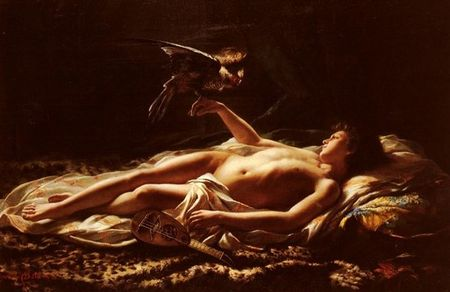
Le Fauconnier (1882), œuvre non sourcée.[réf. nécessaire]
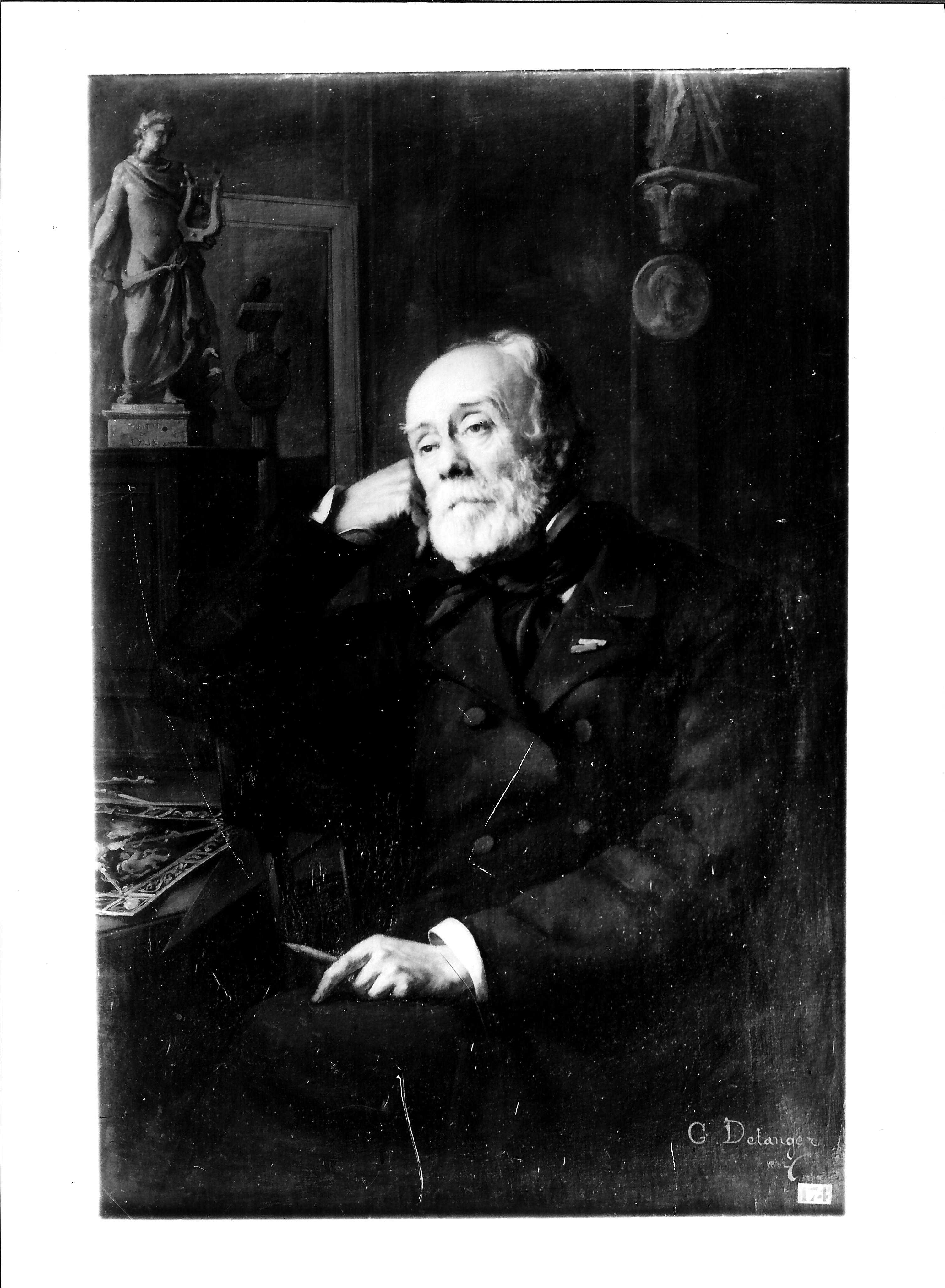
Portrait d'Antoine-Marie Chenavard (1882), musée des beaux-arts de Lyon.
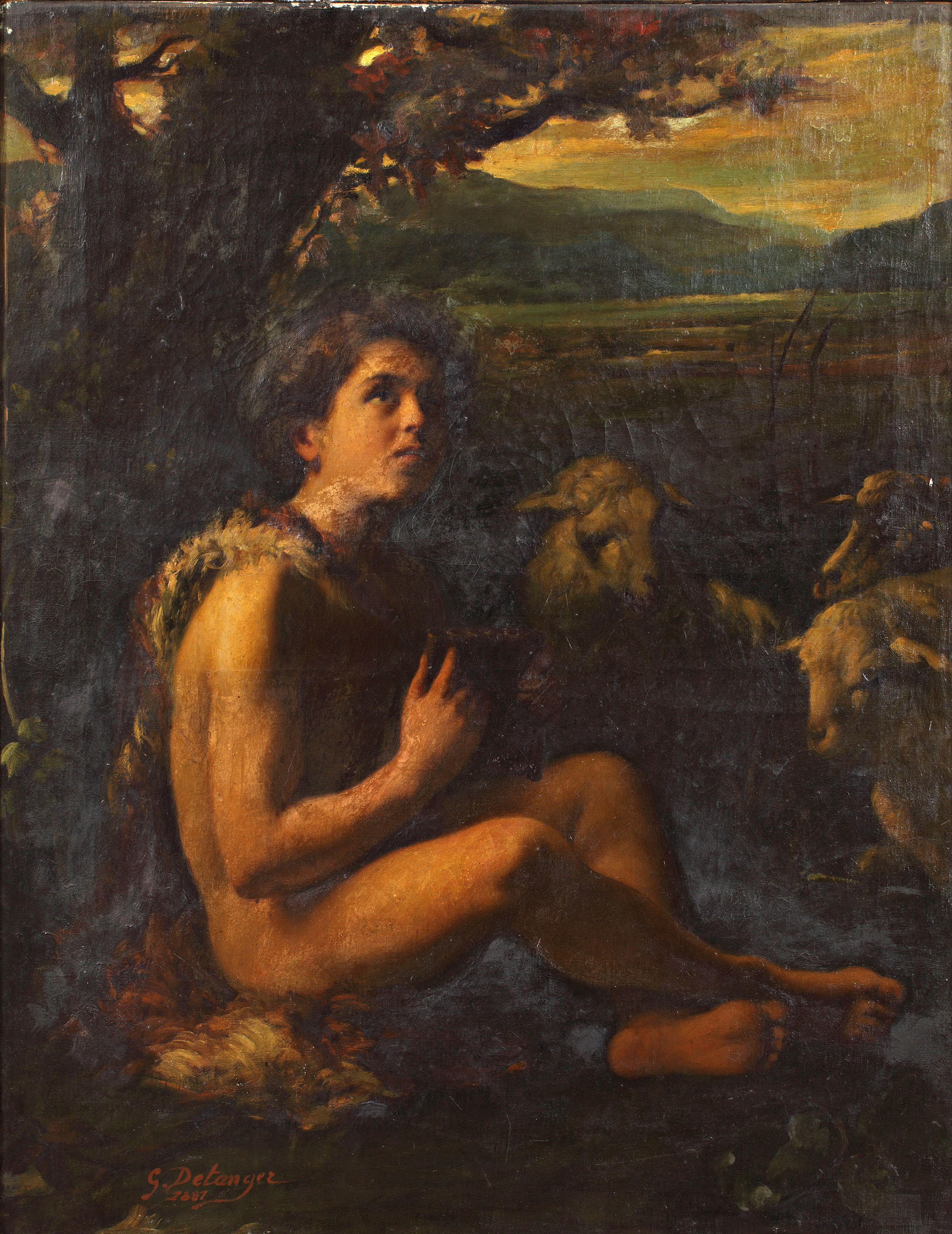
Saint Jean-Baptiste (1887), œuvre non sourcée.[réf. nécessaire]

## Sources
- La Construction lyonnaise, 1er août 1899, p. 175.
- L'Express de Lyon, 26 janvier 1902
- Catalogue des ouvrages de peinture, dessin, sculpture et architecture. Exposition nationale 1896. Ville de Montpellier, Imprimeurs Serre et Roumégous à Montpellier.